# Малкув-Колонія
Малкув-Колонія (пол. Małków-Kolonia; укр. Малків-Колонія) — село в Польщі, у гміні Мірче Грубешівського повіту Люблінського воєводства. Населення — 192 особи (2011).

## Історія
З 1867 р. фільварок належав до Крилівської волості Грубешівського повіту Люблінської губернії (до 1912 р.), Холмської губернії (1912—1919 рр.) і Люблінського воєводства (1919—1939 рр.).
За переписом 1905 р. у Малкові-дворі А. Городиського було 12 будинків і 51 мешканець (24 православних, 20 римо-католиків і 7 юдеїв). У 1915 р. більшість українців були вивезені перед наступом німецьких військ углиб Російської імперії, звідки повертались уже після закінчення війни.
У 1921 р. польський перепис нарахував у фільварку Малків 4 будинки і 129 жителів, з них 70 римо-католиків і 59 православних.
У 1975—1998 роках село належало до Замойського воєводства.

## Демографія
Демографічна структура станом на 31 березня 2011 року:
|          | Загалом | Допрацездатний вік | Працездатний вік | Постпрацездатний вік |
| -------- | ------- | ------------------ | ---------------- | -------------------- |
| Чоловіки | 93      | 15                 | 65               | 13                   |
| Жінки    | 99      | 17                 | 56               | 26                   |
| Разом    | 192     | 32                 | 121              | 39                   |